# Valaurie
Valaurie település Franciaországban, Drôme megyében. Lakosainak száma 720 fő (2022. január 1.). Valaurie Chantemerle-lès-Grignan, Clansayes, La Garde-Adhémar, Les Granges-Gontardes, Réauville és Roussas községekkel határos.

## Népesség
A település népessége az elmúlt években az alábbi módon változott:
| Lakosok száma | 269  | 365  | 386  | 531  | 575  | 589  | 593  | 660  | 692  | 720  |
|               | 1968 | 1982 | 1990 | 2006 | 2013 | 2015 | 2017 | 2019 | 2020 | 2022 |